# 定王台
定王台，长沙地名，位于芙蓉路以西，解放中路附近，因西汉长沙定王刘发思念母亲而筑“望母台”，望母台日后便叫定王台。1938年11月，定王台被文夕大火彻底焚燬。
依照嘉靖年間的《長沙府志》對定王薹的描述：“在（長沙）府城東北，漢長沙定王發乃景帝第十子。既之國築臺於此。以望母唐姬墓。 
王已分封受漢恩，長沙終不及中原，後來爭得三分氣，卻是東都六代孫。 ”
宋朱文公詩：“寂寞番君後，光華帝子來，千年餘故國，萬事只空薹。” 
元許有壬詩：“黃葉紛飛弄早寒，楚山湘水隔長安。荒薹蔓草凝睛露，猶似思親淚未乾。”
這些都是前人留下的關於定王臺的詩詞，今之定王臺是長沙書商雲集的場所，以販賣各個出版社的刊物和音像製品為主。